# دماعة
الدَّمَّاعة جنس من المخروطيات التي تنتمي إلى الفصيلة المعلاقية . هناك ستة عشر نوعًا من الأشجار والشجيرات الطقسوسية الأبيدة معترف بها حاليًا. مهدها الهند. سوقها متوسطة الارتفاع فروعها متشعبة تبدو في أول عهدها منتصبة ثم أفقية فمتدلية. أوراقها حرشفية النصل السنانية الشكل. فروعها تقطر عصارة راتنجية شائعة الاستعمال في الصناعي والكحولي.